# Шугурово (Мордовия)
Шугурово (эрз. Чугырвеле) — село, центр сельской администрации в Большеберезниковском районе Мордовии.

## География
Расположено на речке Дошаге (Дожга), в 18 км от районного центра и 43 км от железнодорожной станции Чамзинка.

## История
Название-антропоним тюркского происхождения: по имени мурзы Шугера. Основано как Малые Найманы после 1614 г. переселенцами из д. Старые Найманы. В переписи мордвы Алатырского уезда 1624 г. упоминается как «деревня Шугурова на речке Тошате Верхосурского стана». В «Списке населённых мест Симбирской губернии» (1863) Шугурово — село удельное из 370 дворов (2661 чел.) Ардатовского уезда; имелась церковь. В конце 19 — начале 20 в. развивался кузнечный промысел. По данным 1913 г., в Шугурове было 689 дворов (4086 чел.); школа, волостное правление, пасеки; в 1931 г. — 716 дворов (3781 чел.), образован колхоз им. Калинина, с 1996 г. — СХПК. В современном селе — средняя школа, библиотека, Дом культуры, медпункт, магазин, отделение связи, сберкасса; памятник воинам, погибшим в годы Великой Отечественной войны.
Шугурово — родина полного Георгиевского кавалера И. Л. Арапова], Героя Социалистического Труда Н. В. Камаева, партийного работника И. В. Осипова.

## Население
| 2002 | 2010 |
| ---- | ---- |
| 1029 | ↘868 |

Национальный состав
Согласно результатам Всероссийской переписи населения 2002 года, в национальной структуре населения мордва-эрзя составляли 97 %.

## Источник
- Шугурова // Энциклопедический словарь Брокгауза и Ефрона : в 86 т. (82 т. и 4 доп.). — СПб., 1890—1907.
- Энциклопедия Мордовия, Е. Е. Учайкина.